# Choi Young-rae
Choi Young-rae, född 13 maj 1982, är en sydkoreansk sportskytt.
Han blev olympisk silvermedaljör i pistol vid sommarspelen 2012 i London.